# 갈릴래아 호수의 폭풍
갈릴리 바다의 폭풍 또는 갈릴래아 호수의 폭풍은 "빛의 화가"라 불리는 렘브란트 하르먼손 판 레인이 1633년에 완성한 작품이다.
이 그림은 렘브란트가 그린 유일한 바다 풍경으로 알려져 있다. 그림 속의 풍경은 성서에 나오는 내용을 묘사하고 있지만 예수와 그 12사도 외에 한명이 더 그려 넣어져 있다.
이 작품은 기하학적으로 대각선의 구도를 갖는 것으로도 유명하다. 그러나 예술가들은 이 그림의 대각선의 구도가 갖는 대칭에서 빛과 어둠의 회화적 요소 뿐만 아니라 나아가 이처럼 대칭으로 엇갈리는 구도를 통해서 바다 그리고 배라는 인간의 삶속에 서서히 들이 닥친 폭풍이라는 절체절명의 순간 앞에 인간의 참담한 무기력함과 일말의 희망을 붙잡으려는 인간의 안간힘 사이에서 시계추처럼 오가는 인간의 고뇌를 잘 보여준다는 점에서 훌륭한 작품으로 평가하고 있다.
이 그림은 미국 보스턴의 이사벨라 스튜어트 가드너 박물관에 전시되어있다가 1990년에 도난 당한 13점의 그림 중 하나이다. 그림이 도난 당한 자리는 그대로 빈 액자를 걸어 놓았다.

## 같이 보기
- 돌풍
- 폭풍속의 네덜란드 배